# ACA Dominique III
L'ACA Dominique III è un'autovettura sportiva realizzata dall'Atelier de Construction Automobile nel 1968.

## Sviluppo
Si tratta della prima sigaretta costruita dall'azienda francese di proprietà del designer svizzero Franco Sbarro. Venne ordinata in unico esemplare da Pierre-Yves-Mourgues d'Algues, il quale aveva residenza a Londra. Per mostrare l'affidabilità del mezzo, Sbarro guido personalmente il mezzo dalla fabbrica sino alla capitale britannica. Durante il viaggio, la vernice del cofano motore rimase danneggiata, tanto che la vettura, dall'originale verde corsa britannico, venne ridipinta di bianco. La denominazione della vettura deriva dal nome della coniuge del proprietario (Dominique) e dal fatto che fosse la terza realizzazione di Sbarro (III).

## Tecnica
L'unità propulsiva era costituita da un Ford V8, 4.7 derivato dalla GT40 che erogava 420 cv di potenza. L'impianto frenante comprendeva un freno aerodinamico supplementare.